# Sinnesgeschichte

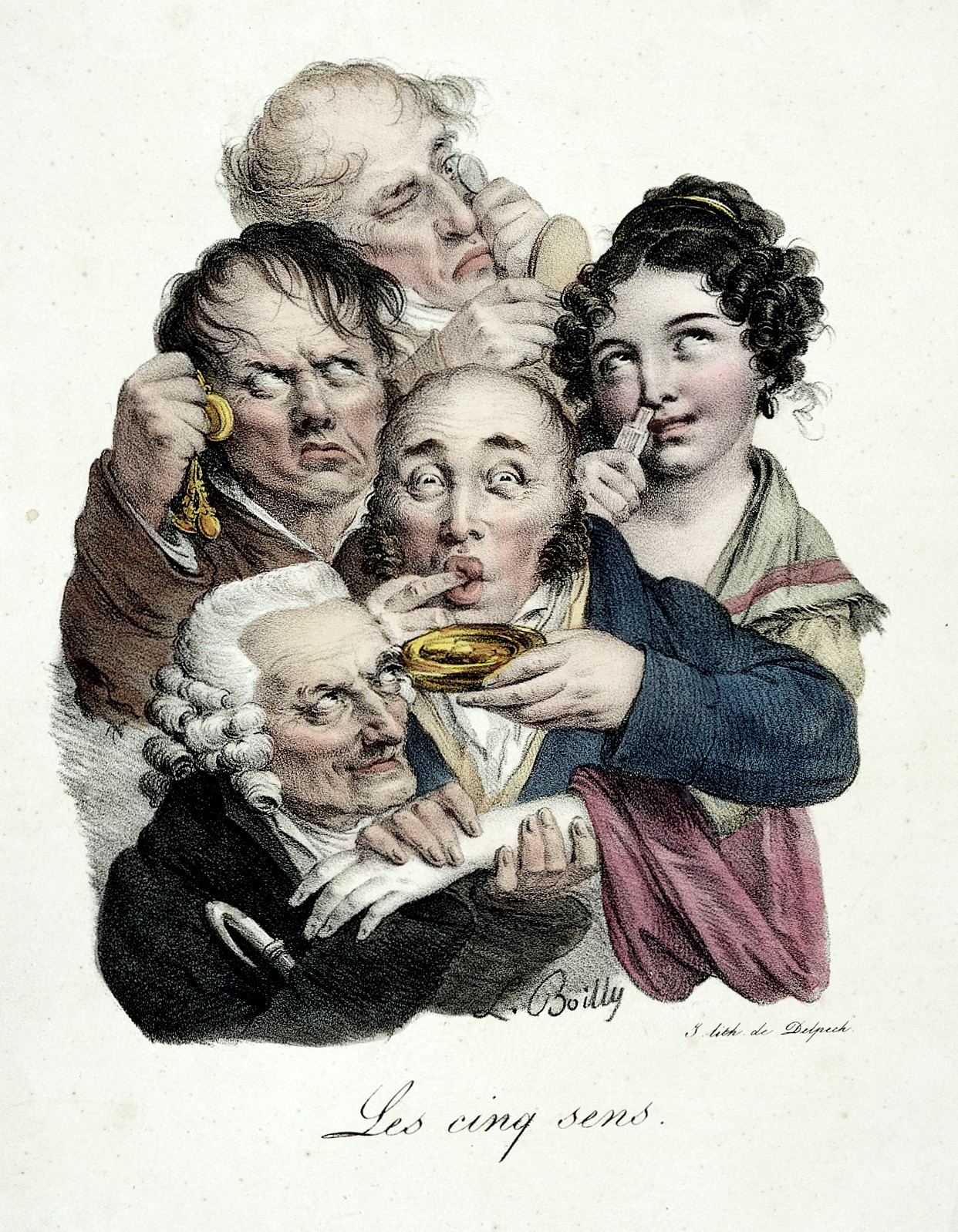
Historische Lithografie von fünf Personen, welche die fünf Sinne darstellen, von L.-L. Boilly, 1823

Sinnesgeschichte (auch Sensory Studies) ist eine geschichtswissenschaftliche Forschungsrichtung, die die Geschichte der sinnlichen Wahrnehmung der Menschen untersucht. Sie ist zugleich auch der Sammelbegriff für die jeweils eigenen Forschungsfelder zur Geschichte des Sehens, Hörens, Fühlens, Riechens und Schmeckens.
Zur Sinnesgeschichte gehört auch die Evolutionsgeschichte der Sinne, die sich in der Evolution gebildet haben und somit auch immer materialisierte Geschichte (siehe material turn) der (nicht nur menschlichen) Sinne sind.